# Quintela (Barjas)
Quintela es una localidad española perteneciente al municipio de Barjas, en la provincia de León, comunidad autónoma de Castilla y León.

## Geografía

### Ubicación
| Noroeste: Busmayor   | Norte: Campo de Liebre | Noreste: Barjas      |
| Oeste: Barrosas      |                        | Este: Vegas do Seo   |
| Suroeste: Ferramulín | Sur: Villarrubín       | Sureste: Villarrubín |

## Demografía
Evolución de la población
| Gráfica de evolución demográfica de Quintela entre 2000 y 2023     |
|                                                                    |
| Población de derecho (2000-2023) según el padrón municipal del INE |